# Stazione di Rodallo
La stazione di Rodallo è una stazione ferroviaria posta sulla linea Chivasso-Aosta. Serve il centro abitato di Rodallo, frazione del comune di Caluso.

## Storia
La stazione entrò in funzione il 1º maggio 1858, con l'attivazione della tratta Chivasso–Caluso della linea per Aosta.

## Strutture e impianti
La stazione dispone di due binari serviti da banchine.
L'ex fabbricato viaggiatori, che si sviluppa su due piani, risulta chiuso all'utenza.
A sud della stazione nasce un raccordo per la Margaritelli Ferroviaria che produce traversine.

## Movimento
La stazione è servita da treni regionali effettuati da Trenitalia nell'ambito del contratto di servizio stipulato con la Regione Piemonte.

## Interscambi
- Fermata autobus

## Servizi
La stazione, classificata da RFI in categoria bronze, non dispone di alcun servizio.